# Kernkraftwerk River Bend
Das Kernkraftwerk River Bend mit einem Siedewasserreaktor, der von General Electric errichtet wurde befindet sich in St. Francisville, Louisiana am Ostufer des Mississippi Rivers.

## Geschichte
Mit dem Bau des Kernkraftwerks wurde 1977 begonnen und 1986 nahm es den kommerziellen Betrieb auf. Es gehört dem Energieversorger Entergy. Ursprüngliche Pläne für einen zweiten Reaktor wurden 1984 aufgegeben. 
Im Jahr 2000 genehmigte die Nuclear Regulatory Commission (NRC) eine Leistungserhöhung um 5 %, im Jahr 2003 eine Erhöhung um weitere 1,7 %.
Die erteilte Betriebslizenz läuft 2025 ab, ein Antrag auf Verlängerung der Betriebslizenz um 20 Jahre wurde vom Betreiber 2011 angekündigt. Die Verlängerung wurde durch die NRC im Dezember 2018 genehmigt, neue Laufzeizt des Reaktors ist nun bis August 2045.
Entergy plante ab 2008 an dem Standort im Rahmen des Nuclear Power 2010 Programms eine Lizenz für einen Economic Simplified Boiling Water Reactor (ESBWR) zu beantragen, dies ist ein weiterentwickelter Siedewasserreaktor von General Electric (Unit 3). Im Jahr 2009 teilte der Betreiber der Atomaufsichtsbehörde mit, dass die Pläne für Unit 3 derzeit nicht weiter verfolgt werden. Schließlich wurde im Februar 2011 bekannt gegeben, dass Entergy auch die Antragsprüfung bei der hat einstellen lassen.

## Störungen
Im Januar 2008 entdeckten Arbeiter ein Leck im Kühlsystem; Wasser mit einer Tritiumdosis von 129.000 pCi/Liter war aus einem Rohr in den nahegelegenen Bach gelangt, der in den Mississippi mündet. Publik wurden, dieser und 47 weitere Fälle aufgetretener Tritiumlecks 2011 durch eine Berichterstattung des Senders NBC.
2014 veröffentlicht die NRC einen Bericht, demzufolge der Reaktor eine geschätzte Gesamtkontamination von 1.135.000 pCi/Liter durch freigewordenes Tritium während seiner bisherigen Laufzeit (mit Stand Februar 2013) verursachte.
Im Mai des gleichen Jahres, kam es erneut zu einer Tritium-Kontamination durch die Leckage einer unterirdischen Leitung, mit einer gemessenen Tritiumdosis von 28.270 pCi/Liter.
Ebenfalls kam es im Dezember 2014 zu einer Notabschaltung des Reaktors. Ursache war ein Stromausfall, der das Kontrollventil einer Turbine betraf, wodurch der Wasserspiegel im Reaktor kritisches Niveau erreichte. Zwar konnte der Wasserstand gefahrlos wiederhergestellt werden, dennoch ordnete die NRC eine Untersuchung des Vorfalls an.

## Daten des Reaktorblocks
| Reaktorblock | Reaktortyp         | Netto- leistung | Brutto- leistung | Baubeginn  | Netzsyn- chronisation | Kommer- zieller Betrieb | Abschal- tung                     |
| ------------ | ------------------ | --------------- | ---------------- | ---------- | --------------------- | ----------------------- | --------------------------------- |
| River Bend   | Siedewasserreaktor | 967 MW          | 1036 MW          | 25.03.1977 | 03.12.1985            | 16.06.1986              | 29.08.2025 Ablaufdatum der Lizenz |